# Opinga
Opinga (geg. alb.: Apânga) – tradycyjne buty, noszone przez Albańczyków w Albanii, Kosowie, Macedonii Północnej, Czarnogórze, a także w Grecji (noszone przez Arwanitów) i w arbaryjskich wsiach we Włoszech. Noszona także przez chłopstwo w Rumunii (opinca), Serbii, Chorwacji, Macedonii, Bośni i Hercegowinie (opanak), Bułgarii (opinka), a także w innych krajach.
Są wykonane z jednego płata skóry dopasowywanego do nogi, wykorzystując skórzane lub wełniane paski. Różnorodne opingi w Południowej Albanii są zwykle podciągniętymi skórzanymi butami, z czerwonymi i czarnymi, wełnianymi pomponami na czubkach, które często są wykorzystywane w tańcach ludowych.

## Historia

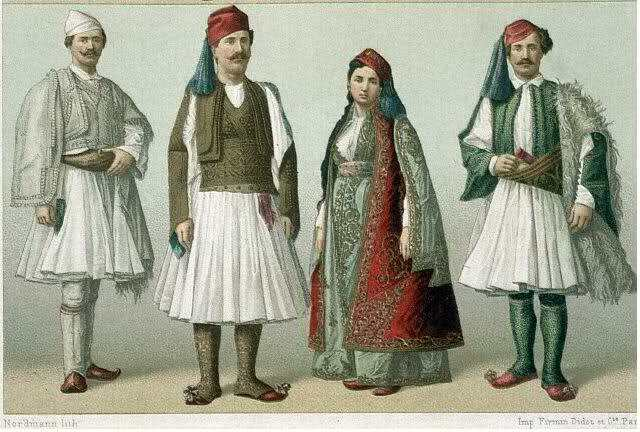
Typowy ubiór Albańczyków z XIX wieku, noszony przez wyższe klasy społeczne

Najwcześniejsze archeologiczne źródła datują istnienie oping na V–IV w. p.n.e., wskazując na to, że były elementem kultury iliryjskiej. Młodsze dowody ich wykorzystywania na terenie Albanii, pochodzą z dzieł XVI-wiecznego ikonografa Onufrego.
Przypuszcza się, że etymologia tego słowa pochodzi od praalbańskiego api (współczesny albański hapi), co oznacza „krok”.
W 1610 roku Marino Bizzy, wenecki patrycjusz w Dalmacji i Arcybiskup Barski, napisał, że widzi ludzi Mirdity, noszących opingi z krowiej skóry, które wykonane są przez nich samych.
Rzemieślnicy z kazy Përmet posiadali monopol na handel opingami w wilajetach Szkodra i Janina, aż do 1841 roku, kiedy to przywilej ten został odwołany w czasie Tanzimatu.